# Hambaro
Hambaro is een bestuurslaag in het regentschap Bogor van de provincie West-Java, Indonesië. Hambaro telt 6242 inwoners (volkstelling 2010).